# Senillosa
Senillosa es una localidad y municipio argentino del departamento Confluencia en la provincia del Neuquén.
Está situada a 33 km de la capital provincial, Neuquén. Se accede a ella a través de la ruta Nacional 22, la cual atraviesa todo el Alto Valle del Río Negro y su continuación sobre el valle del río Limay, al final del cual se encuentra Senillosa. Entre las bardas de la meseta patagónica y el cauce del río se encuentra un valle de tierras fértiles aptos para el cultivo de frutales. El cultivo se produce a través de riego, aprovechándose para la agricultura unas 450 hectáreas productivas.
Senillosa cuenta con un parque industrial de 50 ha. Entre sus atractivos turísticos se encuentra la localidad de Arroyito, situada dentro de los límites de la comuna. Arroyito cuenta con balneario, canchas de golf, piletas y se puede practicar la pesca en el embalse El Chocón.

## Toponimia
El lugar era llamado Laguna del Toro. El nombre Senillosa se debe a quienes, en 1889, se hicieran dueños de las tierras, los hermanos Felipe y Pastor Senillosa. En 1913 se habilita la estación de tren con el nombre de Senillosa y en 1951 se crea la Comisión de Fomento.

## Población
Contó con 8130 habitantes (Indec, 2010), lo que representó un incremento del 30,7% frente a los 6,394 habitantes (Indec, 2001) del censo anterior. Esta cifra la situó como el décimo aglomerado de la provincia. La población se compuso de  4.083 varones y 4.047 mujeres, con un índice de masculinidad del 100.89%. En tanto, las viviendas pasaron de a ser 1.658 a 2.574.
Según el censo 2022 se conoció una población dentro del municipio de 11.229 habitantes y 4.313 viviendas.
| Gráfica de evolución demográfica de Senillosa entre 1991 y 2022 |
|                                                                 |
| Fuente: Censos nacionales del INDEC                             |

## Religión

### Parroquias de la Iglesia Católica
| Diócesis  | Neuquén                                |
| --------- | -------------------------------------- |
| Parroquia | Nuestra Señora de la Medalla Milagrosa |

Además, hay presencia de numerosas congregaciones protestantes en sus múltiples vertientes.